# U-390
Unterseeboot 390 foi um submarino alemão do Tipo VIIC, pertencente a Kriegsmarine que atuou durante a Segunda Guerra Mundial.
O U-390 esteve em operação entre os anos de 1943 e 1944, realizando neste período três patrulhas de guerra, nas quais afundou e danificou dois navios aliados. Foi afundado às 15 horas do dia 5 de julho de 1944 por cargas de profundidade lançadas pelo contratorpedeiro britânico HMS Wanderer e a fragata britânica HMS Tavy. Este afundamento deixou 48 mortos e apenas um sobrevivente.

## Comandantes
| Comandante           | Data                                     |
| -------------------- | ---------------------------------------- |
| Oblt. Heinz Geissler | 13 de março de 1943 - 5 de julho de 1944 |

## Subordinação
| Período                                      | Flotilha                                |
| -------------------------------------------- | --------------------------------------- |
| 13 de março de 1943 - 30 de novembro de 1943 | 5. Unterseebootsflottille (treinamento) |
| 1 de dezembro de 1943 - 5 de julho de 1944   | 7. Unterseebootsflottille (fronte)      |

## Operações conjuntas de ataque
O U-390 participou das seguinte operações de ataque combinado durante a sua carreira:
- Rudeltaktik Coronel 2 (15 de dezembro de 1943 - 17 de dezembro de 1943)
- Rudeltaktik Rügen 3 (23 de dezembro de 1943 - 7 de janeiro de 1944)
- Rudeltaktik Rügen (7 de janeiro de 1944 - 26 de janeiro de 1944)
- Rudeltaktik Stürmer (26 de janeiro de 1944 - 3 de fevereiro de 1944)